# Sledstvije vedut Kolobki
Sledstvije vedut Kolobki (russisk: Следствие ведут Колобки) er en sovjetisk miniserie fra 1986 af Igor Kovaljov og Aleksandr Tatarskij.

## Medvirkende
- Leonid Bronevoj
- Mikhail Jevdokimov
- Aleksej Ptitsin
- Stanislav Fedosov